# Ceratosoma pustulosum
Ceratosoma pustulosum is een slakkensoort uit de familie van de Chromodorididae. De wetenschappelijke naam van de soort is voor het eerst geldig gepubliceerd in 1804 door Cuvier.